# Adolf Waas
Adolf Waas (* 9. April 1890 in Lampertheim; † 25. Juni 1973 in Allmendingen (Württemberg)) war ein deutscher Bibliothekar und Historiker.

## Leben
Adolf Waas war einer der Söhne des Pfarrers und späteren Oberkonsistorialrats Martin Waas. Während des Ersten Weltkrieges war er Volontär in der Großherzoglichen Hofbibliothek in Darmstadt. Seine Promotion erlangte er an der Universität Gießen 1917 mit der kurzen Schrift über die mittelalterliche Vogtei Das Wesen der Vogtei im fränkischen und deutschen Reich, der er 1923 einen zweiten Teil hinzufügte, der die Bede beinhaltete. 1919 war er in der Stadtbibliothek Mainz bei der Entwicklung des Mainzer Sachkatalogs durch Hanns Wilhelm Eppelsheimer beteiligt. In dieser Zeit entwickelte er sich zu einem Fachmann für das Volksbüchereiwesen und vertrat die Position einer gesonderten Ausbildung für Volksbüchereien. Von 1924 bis 1927 war er Leiter der Stadtbücherei Darmstadt.
1927 wurde von ihm im Saarland die zweite deutsche motorisierte Fahrbibliothek eingesetzt. 1928 wurde er Leiter der Frankfurter Volksbüchereien, wurde jedoch als SPD-Mitglied 1933 seines Amtes enthoben. Waas bewarb sich sodann 1933 um die neue Stelle als Bibliothekar der Forschungsabteilung „Judenfrage“ der Universitätsbibliothek München, wurde aber auch hier aufgrund seiner Nähe zur Sozialdemokratie abgelehnt. Jedoch wurde er noch 1933 als Referent für Geschichte an der Frankfurter Stadt- und Universitätsbibliothek versetzt. Auf Grund einer Kriegsverletzung trat er 1944 in den vorzeitigen Ruhestand.
Waas heiratete vor 1961 Charlotte von Freyberg aus Allmendingen (* 5. Dezember 1914).

## Schriften
zur Geschichte
- Vogtei und Bede in der deutschen Kaiserzeit/T. 1. 1919. (Dissertation Gießen: Das Wesen der Vogtei im fränkischen und deutschen Reich. Merseburg, 1917) (= Arbeiten zur deutschen Rechts- und Verfassungsgeschichte. H. 1).
- Vogtei und Bede in der deutschen Kaiserzeit/T. 2. 1923. Vogtei und Bede als Grundlagen des deutschen Territorialstaates. Weidmann, Berlin 1923.
- Herrschaft und Staat im deutschen Frühmittelalter (= Historische Studien. H. 335). Ebering, Berlin 1938. – Nachdruck Wissenschaftliche Buchgesellschaft, Darmstadt 1965.
- Die große Wendung im deutschen Bauernkrieg. Oldenbourg, München 1939.
- Die alte deutsche Freiheit. Oldenbourg, München 1939. – Nachdruck 1967.
- Das erste deutsche Reich. Hanseatische Verlags-Anstalt, Hamburg 1943. (= Hanseaten-Bücherei. Feldpostausgabe).
- Das Kernland des alten deutschen Reichs an Main und Rhein. Ein Beitrag zum Aufbau der deutschen Königsmacht. In: Deutsches Archiv für Geschichte des Mittelalters. Jg. 7, 1944, S. 1–47. (Online).
- Geschichte der Kreuzzüge. 2 Bde. Herder, Freiburg i. Br. 1956. (Neuauflage: Area-Verlag, Erftstadt 2005).
- Die Bauern im Kampf um Gerechtigkeit 1300–1525. Callwey, München 1964. (2. Auflage 1976, ISBN 3-7667-0069-3; weitere Neuauflage unter dem Titel: Der Bauernkrieg. Panorama-Verlag, Wiesbaden o. J. [1998?], ISBN 3-926642-11-4).
- Der Mensch im deutschen Mittelalter. Böhlau, Graz/Köln 1964. (Neuauflage: VMA-Verlag, Wiesbaden 1998, ISBN 3-928127-28-4).
- Heinrich V. Gestalt und Verhängnis des letzten salischen Kaisers. Callwey, München 1967.

zum Bibliothekswesen
- mit Walter Hofmann, Rudolf Angermann: Merkpunkte zum volkstümlichen Büchereiwesen. Callwey, München [um 1920].
- Katalog/1. Erzählende Literatur. Roetherdruck, Darmstadt 1925.
- Katalog/2. Unsere Zeit. Roetherdruck, Darmstadt 1925.
- Katalog/4. Für junge Menschen. Roetherdruck, Darmstadt 1926.
- Volkstümliche und wissenschaftliche Bibliothek. (Auszug). In: Zentralblatt für Bibliothekswesen, Bd. 43, 1926, S. 476–479. (Online).
- Wie benutzt man eine Bücherei? Bott, Berlin [um 1934].
- Zur älteren Geschichte der Stadtbibliothek in Frankfurt a. M. In: Zentralblatt für Bibliothekswesen, Bd. 59, 1942, S. 29–37.